# Synalpheus pinkfloydi
Synalpheus pinkfloydi (лат.) — вид морских креветок из семейства раков-щелкунов (Alpheidae). Известны с архипелага Жемчужные острова (вблизи тихоокеанского побережья Панамы). Видовое название дано в честь рок-группы Pink Floyd.

## Описание
Мелкие креветки длиной около 2 см. Тело субцилиндрическое, полупрозрачное, желтовато-зеленоватого цвета. Как и у других представителей семейства, клешни асимметричные (более крупная правая яркого пурпурно-красного цвета и достигает в длину 5 мм).

## Филогения
Данный вид близок к атлантическому виду Synalpheus antillensis Coutière, 1909, отличаясь пропорциями частей тела и размерами. С помощью генетической калибровки митохондриальной цитохром с-оксидазы (COI) выяснили, что эти два вида дивергировали 6,8—7,8 млн лет назад. Включён в группу видов «Synalpheus brevicarpus». Вид был впервые описан в 2017 году группой зоологов из Бразилии (Arthur Anker; Universidade Federal de Goiás, Гояс), США (Kristin Hultgren; Seattle University, Сиэтл) и Великобритании (Sammy De Grave; Oxford University Museum of Natural History, Оксфорд).

## Этимология
Вид назван в честь рок-группы Pink Floyd из-за ярко окрашенной клешни пурпурно-красного цвета. Один из авторов открытия (Sammy De Grave) объяснил такой выбор ещё и тем, что слушает эту рок-группу с 14 лет, когда впервые в 1979 году был впечатлён их музыкой из альбома The Wall.